# Banu Catame
Banu Catame ou Catame (em árabe: خثعم; romaniz.: Khathʿam) era uma tribo árabe antiga e medieval que tradicionalmente vivia no sudoeste da Arábia. Tomaram parte em cooperação ou oposição à expedição do governante axumita Abramo do século VI contra Meca. Após a hostilidade inicial, abraçaram o Islã e desempenharam um papel importante nas primeiras conquistas muçulmanas da década de 630. A tribo de Xarã no Iêmem e na Arábia Saudita é o principal clã dos catamitas.

## Origens
As origens genealógicas dos catamitas foram contestadas pelos historiadores e genealogistas árabes medievais. Ibne Hixame (falecido em 833) e ibne Cutaiba (falecido em 889) propuseram, com base nas informações fornecidas a eles pelos "genealogistas de Mudar", que Catame eram adenanitas, o agrupamento abrangente de todas as tribos do norte da Arábia. Consequentemente, a linha de descendência da tribo era Catame ibne Anemar ibne Nizar ibne Maade ibne Adenã. No entanto, ibne Alcalbi (falecido em 819) afirmou que eram descendentes dos sabeus do sul da Arábia e que sua genealogia era Catame (nome de nascimento Afetal) ibne Anemar ibne Iraxe ibne Anre ibne Algaute (Algaute era o suposto pai da tribo Azede). De acordo com o historiador moderno Giorgio Levi Della Vida, os catamitas eram provavelmente uma confederação de tribos menores com origens diferentes. O nome da tribo possivelmente deriva da frase árabe tacatama (takhath'ama), que significa "se manchar de sangue" como resultado de um pacto. Em suas alianças ou expedições tradicionais, a tribo era tipicamente associada a grupos da Arábia do Sul. Os principais clãs dos catamitas são Xarã, Naixe e Aclube; o último diz-se que descendia da tribo Rabia ibne Nizar e fizeram parte dos catamitas através de um pacto.

## História
Pelo menos desde o século VI, moraram nas áreas de Turubá, Bixa, Tabalá e Juraxe, todas na área montanhosa do sudoeste da Arábia, entre as cidades de Najrã e Taife e na rota de caravanas entre o Iêmen e Meca. Em Tabalá, a tribo cultuava Dul Calaça, junto com as tribos bájilas (que eram tradicionalmente consideradas parentes dos catamitas), bailas e dáucitas. De acordo com os estudiosos muçulmanos xiitas medievais Almajlici (m. 1699) e Atabarsi (m. 1153) e o estudioso muçulmano sunita Albaiaqui (m. 1066), os catamitas, junto com as tribos do sul da Arábia de aquitas e axaritas formaram a maioria das tropas nas fileiras de Abramo, o governante Axumita do Iêmem, em meados do século VI. Esses mesmos relatos afirmam que, uma vez que Abramo chegou a Meca para destruir a Caaba, então o principal santuário para os árabes politeístas, catamitas e axaritas se recusaram a participar. O historiador ibne Habibe (falecido em 859) também observa que sob seu chefe Nufail ibne Habibe, juntaram-se ao exército de Abramo, enquanto o historiador ibne Ixaque (falecido em 767) afirma que não eram um componente do exército e, sob o comando de Nufail, lutaram contra Abramo no sul da Arábia quando o último marchava contra Meca; a tribo foi derrotada e Nufail foi capturado.
A batalha mais conhecida envolvendo os catamitas no período pré-islâmico foi o Dia de Faife Arri (Fayf al-Rih) em que a tribo sob seu líder, o poeta guerreiro Anas ibne Mudrique, liderou uma aliança incluindo a tribo Madije e derrotou os amiritas e feriu seu líder Amir ibne Atufail. Anas novamente liderou sua tribo à vitória contra os juxamitas liderados pelo poeta e salteador Sulaique ibne Sulaca. Anas viveu por um período considerável após o advento do Islã na década de 620. A reação inicial da tribo ao profeta islâmico Maomé foi hostil, mas eventualmente enviou uma delegação aceitando a religião, à qual Maomé respondeu declarando que todas as rixas de sangue da tribo datando do período pré-islâmico foram abolidas. Uma seção da tribo se rebelou contra o nascente estado muçulmano em Medina, mas acabou se submetendo após a destruição do santuário Dul Calaça por abedalá ibne Jarir Albajali. Membros da tribo participaram das primeiras conquistas muçulmanas na Síria e no Iraque durante os anos 630 e formaram parte das guarnições árabes de Cufa e Baçorá.